# Накладной кругломер с многоступенчатыми самоустанавливающимися опорами
Кругломер накладной с многоступенчатыми самоустанавливающимися опорами — прибор для измерения отклонения от круглости наружных и внутренних номинально круглых непрерывных поверхностей деталей.
Прибор реализует контактный разностный метод измерения (в каждый момент измеряется не абсолютное значение радиус-вектора детали, а разность между его последовательными значениями, разделенными определённым промежутком).
Конструктивно прибор представляет собой специальную многозвенную призму (многоступенчатые самоустанавливающиеся опоры), параметры которой оптимизированы для минимизации погрешности измерения.

## История
Эти приборы разработаны в Ленинграде, в СКБ ШО коллективом авторов И. Гебелем, А. Нефедовым, В. Хроленко. А. Зыковым, В. Паршиковым, В. Шейнфинкелем, А. Рыссом и В. Васильевым. Журналисты писали об этом приборе:

ПОДЛИННОЕ ИЗОБРЕТЕНИЕ НЕ ДОВОЛЬСТВУЕТСЯ ПРОЦЕНТАМИ РОСТА ПОКАЗАТЕЛЕЙ. ОНО ПОБЕЖДАЕТ «СОПЕРНИКА» НЕ ПО ОЧКАМ, А НОКАУТОМ. ОТЕЧЕСТВЕННЫЙ ПРИБОР. СОВЕРШАЮЩИЙ СУПЕРДЕЛИКАТНУЮ ОПЕРАЦИЮ, ВЕСИТ В СТО РАЗ МЕНЬШЕ СУЩЕСТВУЮЩИХ И В СТО РАЗ ДЕШЕВЛЕ— !
.
Устройства демонстрировались на ВДНХ-73 (удостоены золотой медали), на Лейпцигской ярмарке-76 (удостоены диплома и золотой медали), на Парижской выставке — 76.
Приборы оснащались как индикаторными головками, так и датчиками с выводом на диаграмную ленту или круг. Каждый прибор был рассчитан на работу с диапазоном диаметров. Переналадка прибора (при переходе от одного диаметра к другому) осуществлялась перемещением ползунков на рычагах прибора. Впоследствии, были выпущены версии с индуктивными преобразователями линейных перемещений и ленточными самописцами.
В начале 2000 г приборы модернизировали. Изменения затронули как механическую часть (стали использоваться сменные измерительные головки, рассчитанные на диапазон размеров. Например, PRT-350/500 — для измерения отклонения от круглости на поверхностях диаметрами от 350 до 500 мм. Прибор комплектуется необходимым набором сменных измерительных головок), так и измерительную. Место аналогового самописца занял персональный компьютер с цветным принтером.
Кругломеры накладные внесены в Государственный Реестр Средств измерений под номерами 9413-84 и 23620-02 в 1984 и в 2002 годах соответственно

.
В настоящее время накладные кругломеры с многоступенчатыми самоустанавливающимися опорами выпускаются в Санкт-Петербурге на предприятии ООО «Техномаш».

## Применение
Кругломеры накладные с многоступенчатыми самоустанавливающимися опорами используются в тех случаях, когда использование кругломеров с прецизионным шпинделем затруднено или невозможно, а точности призм недостаточно: для измерения отклонения от круглости
- посадочных поверхностей под подшипники крупногабаритных роторов турбин, генераторов,
- шеек и бочки валков прокатных станов и бумагоделательных машин,
- поверхностей цилиндров печатных машин и т. д.